# خربة بلعمة
خربة بلعمة من أهم المواقع الأثرية في فلسطين، وتقع خربة بلعمة على هضبة مرتفعة في شمال الضفة الغربية، جنوب مدينة جنين. تُعدّ هذه الخربة التي تقدر مساحتها بحوالي 90 دونمًا موقعًا أثريًا غنيًا بالآثار الكنعانية التي تعود إلى العصر البرونزي المتوسط، وتُقدم خربة بلعمة لمحة عن حضارة كنعانية غامضة، ما يجعلها وجهة مثيرة للاهتمام للباحثين والمهتمين بالتاريخ القديم.

## تاريخ
تُشير الأدلة الأثرية إلى أن خربة بلعمة كانت مدينة كنعانية مزدهرة خلال العصر البرونزي المتوسط (2000-1550 قبل الميلاد)، وتمّ العثور على العديد من بقايا المباني والمنشآت الكنعانية في الموقع، بما في ذلك معبد كنعاني، ومنازل سكنية، ومناطق تخزين، وورش عمل لصناعة الفخار. كما تمّ العثور على العديد من القطع الأثرية، مثل الفخار والأدوات الحجرية والمعدنية، التي تُقدم معلومات قيّمة عن الحياة اليومية في تلك الفترة. كانت المدينة تسيطر على موقع استراتيجي على طول الطريق التاريخي لوادي بلعمة، الذي يربط عرابة مع سهل مرج ابن عامر. ويُعرف الموقع باسم أبليعام القديمة (تل بيلاما) التي ورد ذكرها في الأرشيف الملكي المصري في القرن الخامس عشر قبل الميلاد، وكان يُعرف في العصور الوسطى باسم "قلعة بيلايزموم". كان الموقع أيضاً مدينة هامة في العصر الحديدي وذلك حسب المصادر التوراتية، ويبدو أن الموقع حافظ على أهميته على طول الفترات الرومانية والبيزنطية والصليبية والأيوبية، حيث وجدت فيه قلعة صغيرة وهناك مقام إسلامي ما زال قائماً في قمة الموقع هو مقام الشيخ منصور.
كشفت الحفريات في خربة بلعمة عن النظام المائي القديم، وهو الوسيلة الذي مكن سكانها من الوصول إلى نبع بئر السنجل في أسفل التل. وقد استخدم هذا النظام بشكل أساسي في أوقات الحرب والحصار وكشفت الحفريات فيه عن شواهد من العصر البرونزي والحديدي والفارسي والهلنسي والروماني والأموي والإفرنجي والأيوبي والمملوكي والعثماني.

## معالم خربة بلعمة
- معبد كنعاني: يُعدّ هذا المعبد من أهمّ المعالم الأثرية في خربة بلعمة. تمّ بناؤه من الحجر الجيري، ويتكون من قاعة رئيسية ومجموعة من الغرف الأصغر. تمّ العثور على العديد من القطع الأثرية الدينية في المعبد، مثل التماثيل والنقوش.
- منازل سكنية: تمّ العثور على بقايا العديد من المنازل السكنية الكنعانية في خربة بلعمة، وتُقدم هذه المنازل معلومات عن التخطيط العمراني والتصميم المعماري للبيوت الكنعانية.[2]
- مناطق تخزين: تمّ العثور على العديد من مناطق تخزين الحبوب والبضائع في خربة بلعمة. تُشير هذه المناطق إلى أهمية التجارة والزراعة في الحضارة الكنعانية.
- ورش عمل لصناعة الفخار: تمّ العثور على العديد من ورش عمل لصناعة الفخار في خربة بلعمة التي تظهر تقنيات صناعة الفخار في تلك الفترة.[1]

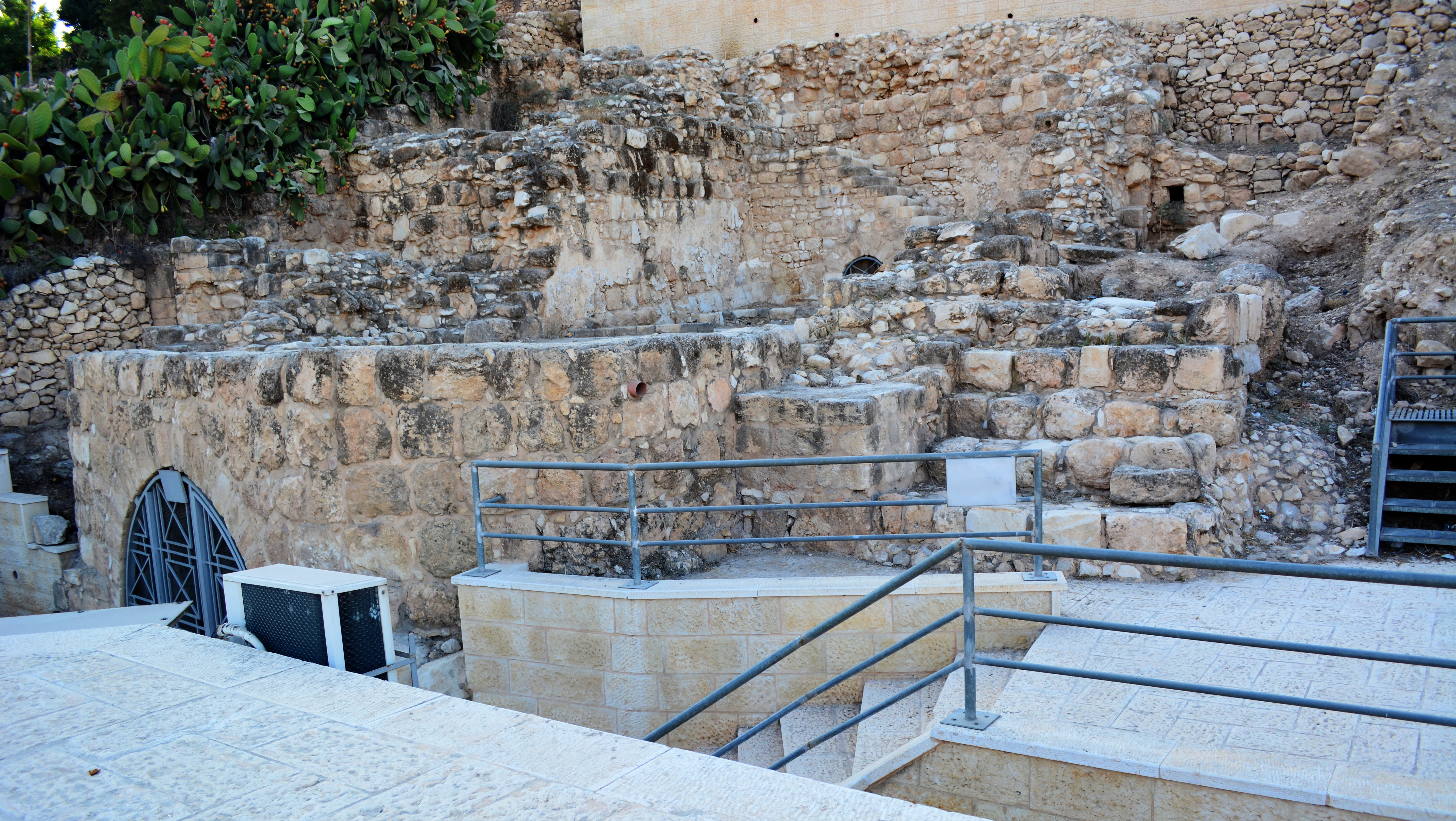
نفق بلعمة

### نفق بلعمة
أكثر ما يميز هذه المنطقة هو احتوائها على نفق هو من أهم معالم خربة بلعمة، الذي يقع على الطريق الموصل بين جنين ونابلس في المدخل الجنوبي لمدينة جنين أسفل الخربة. ويعود النفق إلى العصر البرونزي المبكر من 3000 سنة قبل الميلاد، وكان ممراً آمناً للسكان في العصر الحديدي، وفية عدد من قطع الفخار التي تعود إلى الفترات السابقة أيضاً. شُيّد النفق الأثري لكي يكون طريق ومهرب سري لخربة بلعمة، كما يصل نبع الماء بالمدينة على قمة الجبل، وتم اكتشاف مرحلتين من النفق بطول (125م) ومدخل، ويعود البناء المكتشف في المدخل إلى الفترة البيزنطية، أما النفق فقد أستعمل في فترة أقدم بكثير واستخدم كممر آمن لسكان المدينة للوصول إلى مياه النبع في العصر الحديدي. للنفق المائي ثلاثة مداخل ويتكون من ثلاثة أجزاء وهي: المدخل المقبب، والجزء المدرج الصاعد المقطوع من الصخر، ثم الممر الضيق المبني بالحجارة. وهو مزود بنظام للإضاءة عبارة عن فتحات بالصخر لوضع الأسرجة عليها، وفي سقفه فتحة تسير بخط مستقيم إلى البئر، استخدمت لانتشال الماء من العين دون الحاجة للذهاب إلى المدخل. تظهر التنقيبات الأثرية أيضاً مكونات النظام المائي في القسم السفلي والذي يتشكل من خزان ماء كبير وحوض مقطوع في الصخر وأحواض لجمع الماء عند المدخل.
تم اكتشاف النفق في عام 1996 أثناء أعمال توسعة لشارع جنين-نابلس، ليكون أطول الأنفاق المائية في فلسطين، وتمّ تأهيله وفتحه للزوارعام 2005 ليشهدوا على المراحل الحضارية المختلفة التي تمتد من بداية العصر البرونزي المبكر وحتى الفترة العثمانية.

## روابط خارجية
- فيلم وثائقي حول نفق بلعمة المائي